# 張岫
張岫（1436年—1498年），字九云，山西安邑县人，明朝政治人物、进士出身。

## 生平
景泰七年（1456年）丙子科山西乡试第三十一名举人，成化二年（1466年），登丙戌科会试第一百四十名，二甲六十七名进士，四年七月擢授河南道試监察御史，五年七月實授，升浙江嘉兴府知府，改河南开封府知府。吏部尚书王恕举荐，二十三年二月升山东管粮右参政。
弘治二年（1489年）九月升河南右布政使，四年正月转本司左布政，三月升任都察院右副都御史、巡抚辽东，期间惩罚询问犯人拷打致死，名望有所折损。十一年正月被辽东东宁卫指挥使刘宁告发，被令致仕，同年十二月卒。

## 家族
曾祖张从古。祖父张立道。父张琦，知县。母吕氏。慈侍下。弟嶷、岚、岳。